# Euríloc de Cassandrea
Euríloc (llatí: Eurylochus, en grec antic: Εὐρύλοχος) va ser un filòsof escèptic nascut a Cassandrea que segons Diògenes Laerci era deixeble de Pirró d'Elis. Diu que una vegada va ser convidat juntament amb Clipides, un jove de Cízic, a anar a veure a Antígon, i va refusar la invitació perquè temia que se n'assabentés Menèdem d'Erètria, que era molt càustic.
El mateix autor esmenta un Euríloc de Larisa, a qui Sòcrates li va negar el dret de donar-li diners o de convidar-lo a casa seva.